# Popillia trichiopyga
Popillia trichiopyga är en skalbaggsart som beskrevs av Lin 1981. Popillia trichiopyga ingår i släktet Popillia och familjen Rutelidae. Inga underarter finns listade i Catalogue of Life.